# 白脉野靛棵
白脉野靛棵（学名：Mananthes austroguangxiensis f. albinervia）为爵床科野靛棵属桂南野靛棵下的一个变型。

## 扩展阅读
- 維基物種上的相關：白脉野靛棵